# Носелівка (зупинний пункт)
19 кілометр — залізничний зупинний пункт Конотопської дирекції Південно-Західної залізниці.
Розташований за кількасот метрів від села Шаповалівка Борзнянського району Чернігівської області на лінії Бахмач-Пасажирський — Деревини між станціями Часниківка (6 км) та Доч (5 км).
Станом на лютий 2020 року щодня дві пари дизель-потягів прямують за напрямком Бахмач-Пасажирський — Сновськ.